# Alchemilla vizcayensis
Alchemilla vizcayensis é uma espécie de rosácea do gênero Alchemilla, pertencente à família Rosaceae.